# غار قباد
غار قباد، غار آهکی است و در دو شعبه اصلی با طول ۱۲۰ متر و با حفره‌های جانبی است. مسیر این غار از قوچان به سوی روستای شیخ کاتلو واقع است. این غار در سال ۱۳۶۹ توسط کوهنوردان شیروان کشف شده‌است.

## منبع
- حسن زنده دل (۱۳۷۷)، استان خراسان، نشر ایرانگردان